# Майор Грім
«Майо́р Грім» (рос. «Майо́р Гром») — серія коміксів російського видавництва Bubble Comics про майора МВС Ігоря Гріма. Серія публікувалась у період з 2012 року по 2017 рік. Спочатку художником виступав Констянтин Тарасов, а потім художницею стала Анастасія Кім, яка намалювала більшість випусків. Сценаристом більшої частини номерів серії був Артем Габрелянов, засновник видавництва Bubble Comics, у різний час він працював разом із Євгеном Федотовим та Іваном Скороходом. В січні 2017 року у рамках ініціативи «Друге дихання» серія була закрита і замінена на іншу, під назвою «Ігор Грім», яка є її продовженням. У квітні того ж року вийшов пародійний комікс «Ігор Вугор», де головний герой, майор Грім, існує у вигляді вугра, що говорить.

Логотип серії коміксів про Ігоря Гріма «Майор Грім».

19 лютого 2017 року відбулась прем'єра короткометражної екранізації. У 2021 році вийшла повнометражна екранізація першої сюжетної арки коміксу «Чумний Доктор» під назвою «Майор Грім: Чумний Доктор».

## Персонажі
| Ім'я персонажа                                                              | Коротке визначення                |
| --------------------------------------------------------------------------- | --------------------------------- |
| Майор Ігор Грім рос. Майор Игорь Гром                                       | Головний герой, майор поліції.    |
| Дмитро Дубін рос. Дмитрий Дубин                                             | Напарник Ігоря Гріма.             |
| Юлія Пчолкіна рос. Юлия Пчёлкина                                            | Дівчина Ігоря Гріма, журналістка. |
| Федір Прокопенко рос. Фёдор Прокопенко                                      | Полковник поліції.                |
| Сергій Разумовський / Чумний Доктор рос. Сергей Разумовский / Чумной Доктор | Ворог Майора Гріма.               |
| Олег Волков рос. Олег Волков                                                | Наймит, друг Чумного Доктора.     |
| Веніамін Рубінштейн рос. Вениамин Рубинштейн                                | Психіатр.                         |

## Екранізації
- «Майор Грім» (2017) — короткометражний фільм
- «Майор Грім: Чумний Доктор» (2021) — повнометражний фільм

### Колекційні видання
- Майор Гром — Книга 1: Чумной доктор (включает выпуски №1—6 и доп. материалы; 200 страниц, мягкая обложка, октябрь 2014, ISBN 978-5-9905844-1-9; мягкая обложка, июнь 2015, ISBN 978-5-9906506-4-0)
- Майор Гром — Книга 2: Чумной доктор (включает выпуски №7—10 и доп. материалы; 200 страниц, мягкая обложка, декабрь 2014, ISBN 978-5-9905844-5-7; мягкая обложка, сентябрь 2015, ISBN 978-5-9905844-5-7)
- Майор Гром — Книга 3: День святого Патрика (включает выпуски №11—18 и доп. материалы; 276 страниц, мягкая обложка, март 2015, ISBN 978-5-9906506-1-9; мягкая обложка, сентябрь 2016, ISBN 978-5-9906506-1-9)
- Майор Гром — Книга 4: Как в сказке (включает выпуски №19—24 и доп. материалы; 220 страниц, мягкая обложка, октябрь 2015, ISBN 978-5-9907068-4-2; мягкая обложка, август 2016, ISBN 978-5-9907068-4-2)
- Майор Гром — Книга 5: Игра (включает выпуски №25—33 и доп. материалы; 288 страниц, мягкая обложка, март 2016, ISBN 978-5-9907605-2-3; мягкая обложка, апрель 2017, ISBN 978-5-9907605-2-3)
- Майор Гром — Книга 6: Голоса (включает выпуски №34—37 и доп. материалы; 128 страниц, мягкая обложка, июль 2016, ISBN 978-5-9908270-0-4)
- Майор Гром и Красная Фурия — Книга 7: В сердце тьмы (включает выпуски: Майор Гром — №38—41, Красная Фурия — №38—41 и доп. материалы; 250 страниц, мягкая обложка, сентябрь 2016, ISBN 978-5-9908270-8-0)
- Майор Гром — Книга 8: Последнее дело (включает выпуски №42—50 и доп. материалы; 280 страниц, мягкая обложка, июль 2017, ISBN 978-5-9500084-0-5)